# 羽叶蓼
羽叶蓼（学名：Polygonum runcinatum），又名玉山蓼、散血丹、赤脛散、血當歸、花蝴蝶，为蓼科蓼属下的一个植物变种。